# مراد أنالمش
مراد اُنالمش ممثل تركي من مواليد مدينة قيسري عام 23 أبريل  1981، وذهب إلى إسطنبول أثناء دراسته الثانوية، ولعب مع منتخب فنربغشة لكرة السلة، وأكمل تعليمه الجامعي بقسم إدارة الأعمال في جامعة مرمرة. وخلال دراسته التمثيل في أكاديمية إسطنبول اشترك في مسلسلات عدة أبرزها: “جرح الرصاص” 2003، و”حب في حدود” 2003، و”روابط الحياة” 2000.
كما شارك في أفلام عدة أثناء دراسته في الأكاديمية منها: “النساء الثلاث” 2005، و”ما شئت” 2005. كما اشترك في السنوات الخمس الأخيرة في أعمال ناجحة مثل مسلسل “الشهرة”، الذي استمر عامين 2005-2006، و”مثل السر” عام 2007، و”الريح” 2008، و”البلدة” 2009.
وفي السينما شارك النجم التركي في فيلمين من أنجح الأفلام التركية لعام 2009 وهما “رأيت الشمس” و”أجنحة الليل” مع الممثلة بيرين سات التي تجسد دور “سمر” في مسلسل “العشق الممنوع”.

## وصلات خارجية
- مراد أنالمش على موقع IMDb (الإنجليزية)
- مراد أنالمش على موقع روتن توميتوز (الإنجليزية)
- مراد أنالمش على موقع قاعدة بيانات الأفلام العربية
- مراد أنالمش على موقع ألو سيني (الفرنسية)
- مراد أنالمش على موقع قاعدة بيانات الفيلم (الإنجليزية)
- مراد أنالمش على موقع كينوبويسك (الروسية)

1. 1 2   https://www.kimnereli.net/murat-unalmis.html. {{استشهاد ويب}}: |url= بحاجة لعنوان (مساعدة) والوسيط |title= غير موجود أو فارغ (من ويكي بيانات) (مساعدة)
2. ↑  صفحة الممثل على قاعدة بيانات السينما التركية  نسخة محفوظة 22 يونيو 2012 على موقع واي باك مشين.